# Sonata para violín n.º 9 (Beethoven)

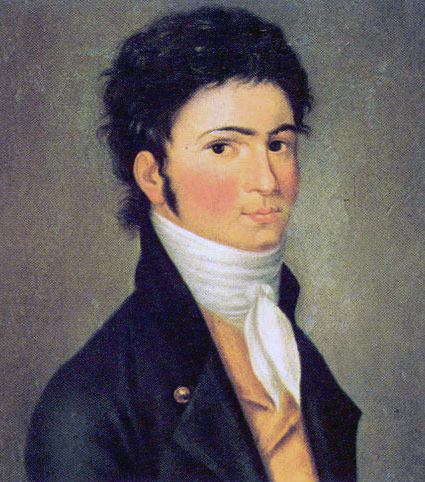
Beethoven en 1801, por Carl Riedel.

La sonata para violín y piano n.º 9 en la mayor, Op. 47, también conocida como Kreutzer-Sonate o Sonata a Kreutzer, es una pieza camerística compuesta por Ludwig van Beethoven entre 1802 y 1803. La partitura está dedicada a Rodolphe Kreutzer.

## Historia

### Composición

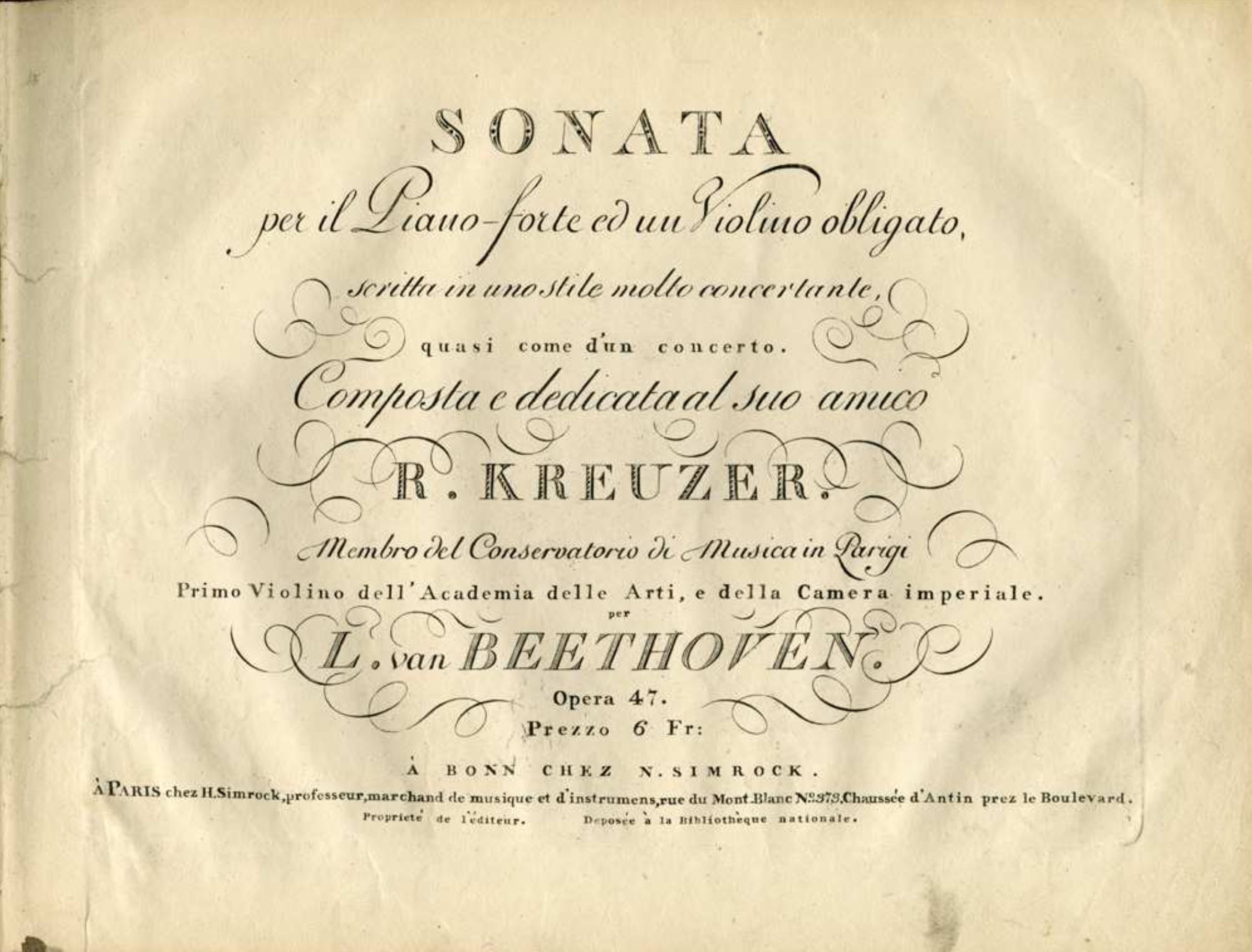
Frontispicio de la primera edición de la sonata.

La composición de la obra se inició con el tercer movimiento que fue escrito en la primavera de 1802 y que originalmente iba a ser el Finale de la Sonata para violín Op. 30 n.º 1. Posteriormente los dos primeros movimientos fueron completados a principios de 1803. No era el primer intento de Beethoven en este género, puesto que ya había escrito ocho sonatas para los mismos dos instrumentos. Pero con esta creó algo nuevo, diferente e inesperado. La primera diferencia se aprecia en los títulos. Los Opp. 12, 23, 24 y 30 se denominaban "sonatas para piano con violín" o incluso "con acompañamiento de violín", es decir, el piano se nombra en primer lugar, como manda la tradición, a pesar de que ambos instrumentos son ya de facto socios en igualdad. Esto cambió con el Op. 47, en el cual el título de la edición original reza explícitamente "Sonata per il Pianoforte ed un Violino obligato, scritta in uno stile molto concertante, quasi come d'un concerto" (Sonata para piano y violín obligado, escrita en un estilo muy concertante, casi como el de un concierto). El violín deja de ser un instrumento de acompañamiento para convertirse en "obligato", es decir, indispensable. El título también alude al alto nivel de virtuosismo que impregna la sonata.

### Estreno y publicación
El estreno de la sonata se celebró en uno de los famosos conciertos matutinos del Teatro Augarten, el 24 de mayo de 1803 con la interpretación del violinista polaco George Bridgetower para quien había escrito la pieza y el propio compositor al piano. La visita de Bridgetower a Viena causó revuelo sobre todo por su aspecto: era hijo de un padre de color (originario de las Antillas o de África) y de una mujer europea (posiblemente alemana, austriaca o polaca). Por esta razón en los programas de conciertos se le presentaba de vez en cuando como "hijo de un lord africano". Fue uno de los violinistas más célebres de su época, admirado incluso por Beethoven, que escribió sobre él lo siguiente al barón Alexander Wetzlar von Plankenstern en una carta del 18 de mayo de 1803: "un virtuoso muy capaz y un maestro absoluto de su instrumento. No sólo interpreta sus propios conciertos, sino que también es un excelente intérprete de cuarteto" (de la traducción de Emily Anderson, 1961).
El concierto de estreno de la pieza en realidad estaba programado para el día 22 pero la sonata no estaba terminada y fue necesario aplazarlo para dos días después. El alumno de Beethoven, Ferdinand Ries, fue despertado a las 4:30 de la madrugada para hacer una copia a mano de la parte para violín de los dos primeros movimientos pero solo le dio tiempo a copiar uno. Al concierto acudieron muchas personas influyentes y mecenas de la música de aquel tiempo, como el embajador británico, el archiduque Rodolfo, siendo todo un éxito. Bridgetower tenía que leer la parte de violín del segundo movimiento en la partitura de piano, por encima del hombro de Beethoven. Cuando hizo algunas variaciones en la repetición obligada, imitando la parte del piano con el violín, Beethoven le mostró su aprobación con gestos de asombro y al terminar se levantó y fue a abrazar a Bridgetower expresando: "¡Noch einmal, mein lieber Bursch!" (¡Una vez más mi querido muchacho!). Después volvió al piano para seguir interpretando la pieza. Al maestro le impresionó tanto la forma de tocar del violinista que escribió en un lenguaje jocoso y bromista reservado a los amigos cercanos en la primera hoja del manuscrito lo siguiente:

«Sonata mulattica Composta per il Mulatto Brischdauer gran pazzo e compositore mulattico.»
Sonata mulatica compuesta para el mulato Bridgetower gran lunático y compositor mulatico.

Esta dedicatoria se puede observar en la parte superior de la primera página de música de una partitura autógrafa descubierta en 1965 y conservada actualmente en Beethoven-Haus, Bonn.
La primera publicación de la pieza fue llevada a cabo por el editor Nikolaus Simrock en 1805 en Bonn y por Birchall en Londres. La dedicatoria que figura en la partitura publicada es para Rodolphe Kreutzer, en lugar de Bridgetower. La biografía de Beethoven elaborada por Thayer, Deiters y Riemann en 1907 informa de que Beethoven y Bridgetower habían tenido un desacuerdo "sobre una chica", aunque esta información va acompañada de un signo de interrogación. Al parecer después del recital mientras los dos tomaban una copa, Bridgetower hizo algunos comentarios insultantes sobre una mujer que era amiga de Beethoven. Furioso, este lo eliminaría de la dedicatoria de su pieza, cambiándolo por Rodolphe Kreutzer, que era considerado el mejor violinista entonces. Irónicamente Kreutzer jamás la ejecutó ya que la consideraba intocable. A pesar de ello, su nombre permanece desde entonces unido a esta pieza.

## Estructura y análisis
La sonata consta de tres movimientos:
- I. Adagio sostenuto, en la mayor 3
4 – Presto, en la menor 2
2
- II. Andante con variazioni, en fa mayor 2
4
- III. Finale. Presto, en la mayor 6
8

La interpretación de esta obra dura aproximadamente 37 minutos. Es notable por su exigente parte de violín, por su duración inusualmente larga y por su alcance emocional, ya que mientras el primer movimiento es predominantemente furioso, el segundo es más contemplativo y el tercero alegre y exuberante. La escritura pianística en esta obra es mucho más potente que en las precedentes, anticipando las Sonatas para piano Opp. 53 y 54. 

### I.Adagio sostenuto - Presto
El primer movimiento, Adagio sostenuto, está escrito en la tonalidad de la mayor, en compás de 3/4 y sigue la forma sonata. El "nuevo camino" emprendido por Beethoven se hace evidente en el primer movimiento. Se abre con una pausada introducción de 18 compases ejecutada principalmente por el violín, de los cuales solo los primeros cuatro compases están en la tónica. Se trata de la única introducción lenta que escribió para una sonata de violín es en realidad la única porción del movimiento en la tónica. Entra el piano y la armonía comienza a oscurecerse hacia el modo menor, hasta que comienza el cuerpo principal del movimiento, un furioso Presto en la menor y en forma sonata. Aquí la parte del piano coincide con la del violín en términos de dificultad. Aunque el material temático es muy abundante, se centra en un tema del grupo de cierre a lo largo del desarrollo, que se adentra progresivamente en el territorio de la tonalidad bemol, haciendo realidad las implicaciones de la breve aparición de si bemol mayor al principio de la exposición. El desarrollo del primer tema no se produce hasta la extensa y pesada coda, cuya concepción es mucho más sinfónica que camerística. Las vastas dimensiones y el tratamiento formal libre de las grandes obras del periodo medio de Beethoven no están lejos.

### II.Andante con variazioni
El segundo movimiento, Andante con variazioni, está en fa mayor, en compás de 2/4 y responde a la forma de tema con variaciones. Es más distendido que el movimiento anterior, pues consiste en una tranquila melodía seguida de cinco variaciones distintivas. En cada variación, el compositor estira el aspecto melódico del tema hasta hacerlo casi irreconocible, al tiempo que mantiene la progresión armónica y el patrón de repetición del original.
- La primera variación translitera el tema en una vivaz métrica ternaria a la vez que la embellece con trinos.
- En la segunda variación el violín se apropia de la melodía y la aviva aún más.
- La tercera variación está en fa menor y vuelve a un estado más oscuro y meditativo.
- La cuarta variación recuerda la primera y la segunda variación con su sensación ligera, ornamental y aireada.
- La quinta y última variación, la más larga, remata el movimiento con una sensación más lenta y dramática, aunque vuelve al despreocupado fa mayor.

### III.Finale. Presto
El tercer y último movimiento, Finale. Presto, retoma la tonalidad inicial, el ritmo es 6/8 y responde a la forma sonata. En el virtuoso y exuberante Finale la calma se rompe con un atronador acorde de tónica en el piano. Un ritmo de tarantela y un compás de 6/8 contribuyen a crear una atmósfera de interminable movimiento hacia delante, que se ve reforzada por la introducción del primer tema en un tratamiento fugado. Presenta un segundo tema en la dominante y en 2/4, que vuelve de inmediato a 6/8 para el material de cierre. Después de moverse a través de una serie de episodios significativamente contrastantes entre sí, el tema regresa por última vez y la obra termina jubilosamente en una acometida de la tónica. Como este movimiento originalmente había sido concebido para la Sonata en la mayor, Op. 30 n.º 1, existía meses antes de que Beethoven compusiera los dos primeros movimientos. La preponderancia del fa mayor en el desarrollo del finale puede haber incitado al maestro alemán a componer el Andante en dicha tonalidad, así como a tocar los bemoles en el movimiento inicial.

## Recepción de la obra
Para los contemporáneos de Beethoven la Sonata a Kreutzer era al menos insólita, lo que llevó al crítico del Allgemeine musikalische Zeitung a calificarla de "extraña" en 1805 y a opinar que había que ser seguidor del "terrorismo estético o artístico" para disfrutarla.

## Influencia y legado

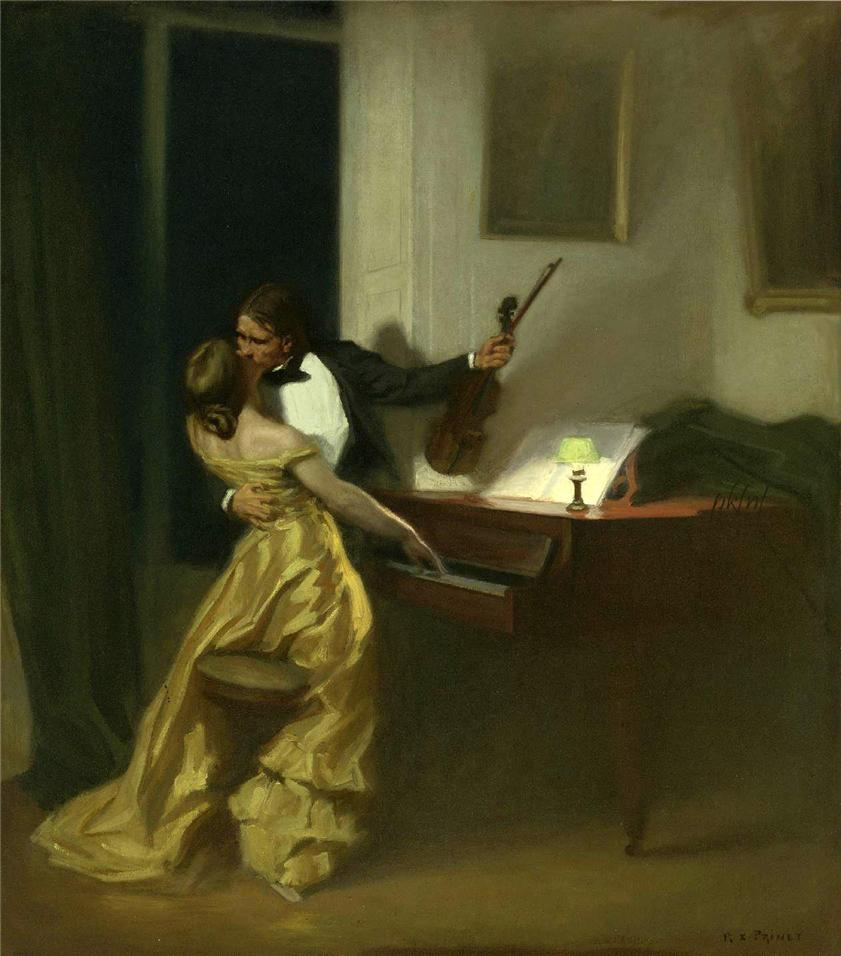
Sonata a Kreutzer (1901), óleo sobre lienzo de René Prinet

Gracias a su magistral composición, la Sonata a Kreutzer ha influido desde su estreno a varios artistas, no solamente en el campo musical, sino también en literatura, pintura o cine, siendo las obras más destacadas:
- La sonata a Kreutzer (1889), novela de León Tolstói que utiliza la composición de Beethoven como un ejemplo de cómo la gente puede ser arrastrada por sus pasiones desatadas.

- Cambio de luz (1892), cuento de Leopoldo Alas y Ureña en el cual la Sonata a Kreutzer tiene cierto protagonismo, al ser la pieza favorita del personaje principal.

- La sonata a Kreutzer (1898), cuadro de René Prinet, violinista y pintor francés que creó dos versiones de una pintura con este título. La primera versión es de 1898 y está dedicada al propio Rodolphe Kreutzer, la segunda versión fue pintada en 1901.

- Sonata a Kreutzer (1923) es el primer cuarteto de cuerdas del compositor checo Leoš Janáček, inspirado por la novela de Tolstói.

- La amada inmortal (1994), película biográfica sobre Beethoven dirigida por Bernard Rose, en la que el compositor (interpretado por Gary Oldman) relata a Anton Schindler (Jeroen Krabbe) la inspiración del primer movimiento Adagio - Presto de la sonata, mientras se escucha el ensayo previo al estreno interpretado por George Bridgetower (Everton Nelson). Beethoven da entonces una explicación de lo que esta música representaba para él y esto a su vez tenía que ver con la identidad de la amada inmortal.[7]

«... Ahora bien, ¿qué tenía en mente cuando escribí esto? ... Un hombre intenta alcanzar a su amante. Su carruaje se ha averiado bajo la lluvia, la rueda está atascada en el barro. Ella no puede esperar más. Este es el sonido de su agitación.»

- Sonata Mulattica (2009), libro de poemas de Rita Dove en el que reimaginó la vida de Bridgetower, dedicatario original de la sonata, escribiendo así sobre la pieza que conectó al compositor y al violinista que la interpretó por primera vez.[8]